# Jonathan Vilma
Jonathan Polynice Vilma (16 de abril de 1982, Coral Gables, Flórida) é um jogador de futebol americano aposentado que atuava como linebacker na National Football League. Ele foi originalmente draftado pelo New York Jets em 2004 no Draft da NFL e também atuou por cinco anos no New Orleans Saints. Ele jogou futebol americano universitário pela Universidade de Miami.